# IC 2443
IC 2443 ist eine Linsenförmige Galaxie vom Hubble-Typ SB0  im Sternbild Krebs auf der Ekliptik. Sie ist schätzungsweise 452 Millionen Lichtjahre von der Milchstraße entfernt und hat einen Durchmesser von etwa 95.000 Lichtjahren.
Im selben Himmelsareal befindet sich u. a. die Galaxie IC 2446.
Das Objekt wurde am 8. April 1896 von Stéphane Javelle entdeckt.